# Caramanta jezik
Caramanta jezik (ISO 639-3: crf), izumrli jezik Caramanta Indijanaca, koji se govorio na području današnjeg kolumbijskog departmana Antioquía, općina Jardín.
Nekoliko tisuća akulturiranih Caramanta danas živi u dolini Cauca. Klasificira se porodici choco.

## Vanjske poveznice
- Ethnologue (14th)
- Ethnologue (15th)